# ترانسیلوانی
ترانسیلوانی یا ترانسیلوانیا (رومانیایی: Ardeal, مجاری: Erdély و آلمانی: Siweberjen) منطقه‌ای جغرافیایی-تاریخی-سیاسی در اروپای مرکزی، واقع در حوضه پانونی و قلمرو رومانی امروزی است. این منطقه تاریخ، فرهنگ خاص و هویت منطقه‌ای مستقل دارد.
در قرون وسطی، ترانسیلوانی به پادشاهی مجارستان تعلق داشت و از نیمه دوم قرن شانزدهم به مدت تقریباً یک قرن و نیم، اشراف مجاری عملاً به عنوان یک کشور مستقل تحت نام شاهزاده‌نشین ترانسیلوانی بر آن حکومت کردند. از اواخر قرن هفدهم، بخشی از امپراتوری هابسبورگ با سطح بالایی از خودمختار بود و از ۱۸۶۷ به مدت بیش از نیم قرن، بار دیگر بخشی جدایی‌ناپذیر از مجارستان در داخل اتریش-مجارستان تبدیل شد. پس از فروپاشی اتریش-مجارستان در پایان جنگ جهانی اول به موجب پیمان تریانون به عنوان بخشی از خاک رومانی محسوب می‌شود.

## در فرهنگ عامه

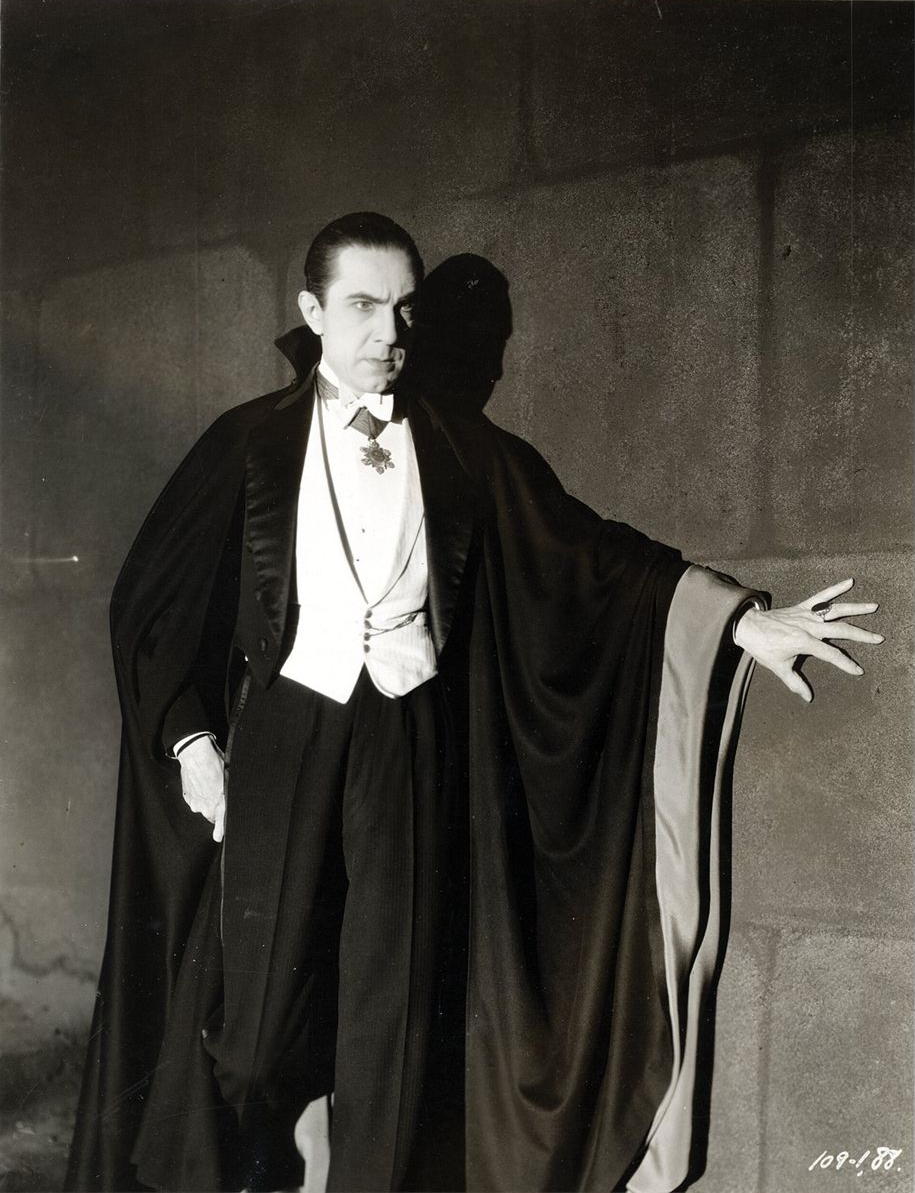
بلا لوگُشی در نقش دراکولا

ترانسیلوانی محل رویدادهای دراکولای برام استوکر این شهر است.